# Gargara minusculus
Gargara minusculus är en insektsart som beskrevs av Walker 1870. Gargara minusculus ingår i släktet Gargara och familjen hornstritar. Inga underarter finns listade i Catalogue of Life.